# Gabriel Torje
Gabriel Andrei Torje (* 22. November 1989 in Timișoara) ist ein rumänischer Fußballspieler.

## Karriere
Torje begann seine Karriere 2005 bei CFR Timișoara. 2006 wechselte er zum Lokalrivalen FC Timișoara. Bereits in seiner ersten Saison kam er zu Einsätzen in der höchsten rumänischen Spielklasse. Am Ende wurde der siebente Platz erreicht. Weiters zog der Verein ins Pokalfinale ein, wo er Rapid Bukarest unterlag. In der Winterpause 2007/08 kehrte Torje seiner Heimatstadt den Rücken und wechselte zu Dinamo Bukarest. Die Ablösesumme von zwei Millionen Euro macht ihn damit zum teuersten Transfer zwischen zwei rumänischen Teams.
Mit Platz drei in der Liga konnte sich Dinamo für die Europa League qualifizieren. In der Saison 2009/10 gab der Mittelfeldspieler dann sein Debüt auf europäischer Klubebene. Im Spiel gegen den niederländischen Vertreter NEC Nijmegen wurde Torje in der Halbzeit für Zé Kalanga eingewechselt. Das Spiel in Nijmegen wurde 0:1 verloren.
Ende August 2011 wurde er von Udinese Calcio für sieben Millionen Euro verpflichtet. In der Saison 2012/13 wurde er an den FC Granada, in der Spielzeit 2013/14 an Espanyol Barcelona ausgeliehen. Nach seiner Rückkehr vereinbarte Udinese für die Saison 2014/15 ein Leihgeschäft mit dem türkischen Erstligisten Konyaspor. Für die Saison 2015/16 wurde er vom neuen türkischen Erstligisten Osmanlıspor FK ausgeliehen.
Im Sommer 2016 verpflichtete der russische Erstligist Terek Grosny Torje. Dort kam er nur unregelmäßig zum Einsatz und wurde für die Saison 2017/18 an den türkischen Erstligisten Kardemir Karabükspor ausgeliehen.

### Nationalmannschaft
Für Rumänien spielte Torje zunächst nur für diverse Jugendauswahlen und galt lange als das vielversprechendste Fußballtalent des Landes. Er war Kapitän der rumänischen U-21 Fußballnationalmannschaft. Im September 2010 gab er beim EM-Qualifikationsspiel gegen Albanien seinen Einstand in der A-Nationalmannschaft. Am 9. Februar 2011 erzielte er im Rahmen eines Turniers auf Zypern beim 1:1 gegen die Gastgeber sein erstes Länderspieltor.
Bei der Fußball-Europameisterschaft 2016 in Frankreich wurde er in das rumänische Aufgebot aufgenommen. Beim EM-Eröffnungsspiel gegen Frankreich wurde er gegen Spielende eingewechselt, danach stand er gegen die Schweiz im Startaufgebot. Im dritten und letzten Spiel gegen Albanien kam er dann wieder als Einwechselspieler zum Zug. Im letzten Drittel sollte er helfen, die 0:1-Niederlage abzuwenden. Das Team verlor aber und schied aus.

## Titel und Erfolge
- Rumänischer Fußballer des Jahres: 2011
- Rumänischer Meister: 2023

## Sonstiges
Am 20. November 2008, seinem 19. Geburtstag, wurde Torje zusammen mit seinen Mannschaftskameraden Lucian Goian, Adrian Ropotan und Cristian Pulhac von einem Mädchen auf seiner Feier heimlich gefilmt. Auf dem Band singen die drei die Vereinshymne des Erzrivalen Steaua Bukarest. Nachdem die Aufzeichnung über die rumänische Tageszeitung Libertatea in die Öffentlichkeit geraten ist, wurden Goian und Pulhac von Dinamo auf die Transferliste gesetzt, Torje und Ropotan mussten sich öffentlich entschuldigen. Alle Spieler mussten eine Geldstrafe von 5.000 Euro zahlen.